# Vuelve (песня)
«Vuelve» (рус. Вернись) — одноимённый и первый сингл с альбома Рики Мартина Vuelve. Он был выпущен 29 декабря 1997 г.

## Клип
Клип был снят Уэйном Айшемом в декабре 1997 г. в Ennis House в Лос-Анджелесе.

## Появление в чарте
«Vuelve» стала первой песней Маритна, которая достигла первой строки в Hot Latin Songs (две недели), Latin Pop Songs (три недели) и Tropical Songs (одна неделя) в США.

## Форматы и трек-листы
European CD single
1. «Vuelve» — 5:09
2. «Entre el Amor y los Halagos» — 4:18

European CD maxi-single
1. «Vuelve» (Radio Edit) — 4:03
2. «Entre el Amor y los Halagos» — 4:18
3. «Vuelo» — 3:59
4. «Susana» — 4:54

## Чарты
| Чарт (1998)                  | Наивысшая позиция |
| ---------------------------- | ----------------- |
| US Billboard Hot Latin Songs | 1                 |
| US Billboard Latin Pop Songs | 1                 |
| US Billboard Tropical Songs  | 1                 |

| Чарт (1998)                  | Позиция |
| ---------------------------- | ------- |
| US Billboard Hot Latin Songs | 4       |
| US Billboard Latin Pop Songs | 1       |